# Angel Escobedo

Zawodnik Indiana Hoosiers

Angel Escobedo (ur. 12 stycznia 1987) – amerykański zapaśnik walczący w stylu wolnym. Zajął piąte miejsce na mistrzostwach świata w 2013. Wicemistrz igrzysk panamerykańskich w 2015. Trzeci w Pucharze Świata w 2014 roku.
Zawodnik Griffith High School z Griffith i Indiana University. Cztery razy All-American (2007–2010) w NCAA Division I, pierwszy w 2008; trzeci w 2010; czwarty w 2007 i piąty w 2009 roku.
Syn Antonia Rodrigueza, ma trójkę rodzeństwa (dwie siostry i brata).